# Trailing the Counterfeiter
Trailing the Counterfeiter è un cortometraggio muto del 1911 diretto da Mack Sennett.

## Produzione
Il film fu prodotto dalla Biograph Company.

## Distribuzione
Distribuito dalla General Film Company, il film - un cortometraggio di 161,2 metri - uscì nelle sale cinematografiche statunitensi il 12 ottobre 1911. Nelle proiezioni, veniva programmato con il sistema dello split reel, accorpato in un'unica bobina con un altro cortometraggio prodotto dalla Biograph, la commedia Josh's Suicide.